# 埼玉育児院
埼玉育児院（さいたまいくじいん）は、埼玉県川越市笠幡にある社会福祉法人の児童養護施設。
埼玉県最初の孤児院(児童養護施設)で110年以上の歴史を有する。 宗教家の小島乗真(こじまじょうしん)が設立し、霞ヶ関村（現川越市)の村長で教育者・篤志家の発智庄平や渋沢栄一の助力に負うところが大きい。

## 概要
大正元年（1912年）比企郡菅谷村（現在の嵐山町）大蔵の安養寺に創設された埼玉県最初の社会事業施設・「積徳育児院」（せきとくいくじいん）に始まる。創設者は天台宗の僧侶・小島乗真。当時34歳の小島は、孤児や貧困にあった児童の救済のため、観音菩薩の慈悲を体現すべく独力で施設を始めるも財政的に困難を極めた。
大正5年、入間学友会会頭であった発智庄平が訪れ、渋沢栄一を紹介、財政支援を約束。発智庄平は後の埼玉銀行頭取や霞ヶ関カンツリー倶楽部創設者で知られる。大正7年、松山町（現在の東松山市）箭弓稲荷神社参道脇に移転、社団法人埼玉育児院が設立、発智庄平が院長、渋沢栄一が名誉顧問、小島乗真は院父となった。
昭和3年、育児院は発智の自宅のある現在の川越市笠幡に移転。昭和7年、朝鮮で朝鮮公立普通学校校長であった河東田教美が2代目院長に就任。河東田はキリスト者で、育児院の養育思想は創立以来の仏教主義からキリスト教主義へ転換した。
昭和21年、生活保護施設として認可、昭和23年、児童福祉法施行で児童養護施設として認可。いずれも埼玉県で最初である。